# Dungeon Fighter Online
Dungeon Fighter Online (DFO) ist ein Massively Multiplayer Online Role-Playing Game (MMORPG), das sich durch seine Mischung aus Beat-’em-up-Gameplay und klassischem Rollenspiel-Design auszeichnet. Seit seiner Veröffentlichung gehört das Spiel zu den Top-5 der grundsätzlich kostenfrei spielbaren Titel.

## Entwicklung
Dungeon Fighter Online, auch bekannt als Dungeon & Fighter in Südkorea, wurde ursprünglich von Neople, einer Tochterfirma der Nexon Corporation, entwickelt und in Südkorea im Jahr 2005 veröffentlicht. Das Spiel wurde schnell ein großer Erfolg in seinem Heimatland und gewann in den Folgejahren an Popularität in anderen Teilen der Welt. 2009 wurde Dungeon Fighter Online in Nordamerika und Europa unter dem Namen Dungeon & Dragons Online: Dungeon Fighter veröffentlicht. In den Jahren nach der Veröffentlichung wurden zahlreiche Erweiterungen und Updates eingeführt. Diese Updates fügen neue Klassen, Dungeons, Ausrüstung und Features hinzu. 

## Gameplay
Was Dungeon Fighter Online von anderen MMORPGs unterscheidet, ist sein Gameplay. Das Spiel kombiniert Elemente eines klassischen Beat'em-Up-Arcade-Spiels mit den Aspekten eines MMORPGs. Die Spieler wählen einen Charakter aus einer Vielzahl von Klassen, jede mit einzigartigen Fähigkeiten und Kampfstilen. Das Spiel verfügt über ein 2D-Seitenansicht-Kampfsystem, bei dem die Spieler in Echtzeit gegen Monster kämpfen, indem sie Combos, Fähigkeiten und Spezialangriffe einsetzen.
Dungeon Fighter Online bietet auch ein umfangreiches Dungeonsystem, in dem Spieler sich durch instanzierte Levels bewegen, die von einem zufälligen Generator erstellt werden. Dies sorgt für Vielfalt und Wiederspielbarkeit. Die Spieler können sich entweder alleine oder im Team zusammentun, um gegen furchterregende Bosse und Horden von Gegnern anzutreten.

## PVP
Die Spieler von Dungeon Fighter Online haben die Möglichkeit, sich in Gilden zu organisieren und in Wettbewerben anzutreten. Es gibt PvP-Arenen, in denen Spieler ihre Fähigkeiten gegen andere messen können. Das soziale Element des Spiels ist stark ausgeprägt.

## Reviews
Das Spiel hat in Asien sehr gute Kritiken bekommen; in der westlichen Welt sind die Stimmen eher gemischt.